# St. George (New Brunswick)
St. George ist eine Stadt im Charlotte County in der kanadischen Provinz New Brunswick. Sie hat 1517 Einwohner. 2011 betrug die Einwohnerzahl 1490.

## Geografie
St. George liegt am Magaguadavic River sowie an der Südspitze des Lake Utopia. Saint John im Osten ist rund 60 Kilometer entfernt. Die Entfernung zu den im Nordosten bzw. Südosten gelegenen Städten  St. Stephen und  St. Andrews beträgt 35 bzw. 25 Kilometer.  Die New Brunswick Route1 führt mitten durch St. George.

## Geschichte
Im Jahr 1783 ließ sich der Siedler Peter Clinch mit weiteren Einwanderern in der Gegend nieder und gründete St. Georg am 2. Februar 1874. Der Name geht wahrscheinlich auf den Heiligen Georg zurück. Holzwirtschaft, Schiffbau und Baustoffgewinnung von den nahen Granitfelsen waren die Hauptlebensgrundlage der Einwohner. Mitte der 1800er Jahr gab es fünf Werften, zehn Sägewerke und sieben Gesteinsmühlen in Steinbrüchen. Am 17. Oktober 1904 erhielt der Ort die Stadtrechte. Baustoffe waren weiterhin sehr gefragt und der Ort legte sich den Zusatz The Granite Town zu. Während der Weltwirtschaftskrise stellten viele kleinere Unternehmen ihren Betrieb ein und die ökonomischen Prioritäten mussten neu ausgerichtet werden. Heute ist der Ort als Zulieferer im Containergeschäft aktiv, außerdem in der Lachszucht und der Ernte von wilden Blaubeeren. In jedem Jahr wird ein Wild Blueberry Festival ausgerichtet.
Einige historische Gebäude und Plätze wurden in die List of historic places in Charlotte County, New Brunswick aufgenommen.